# 秦安文庙
秦安文庙，创建于元大德元年（1297年）前，位于中国甘肃省秦安县城中心新华街东，占地面积3200平方米（约4.5亩）。
秦安文庙大成殿的历史年代为明代。